# Hodász
Hodász is een plaats (nagyközség) en gemeente in het Hongaarse comitaat Szabolcs-Szatmár-Bereg. Hodász telt 3487 inwoners (2001).